# Salonine
Julia Cornelia Salonina, en français Salonine, impératrice romaine de 254 à 268, est l'épouse de l'empereur Gallien (253/268). D'après l'Histoire Auguste, elle serait originaire de Bithynie (Nord de la Turquie actuelle). Sous le règne de son beau-père, l'empereur Valérien (253-260), Salonine est élevée au rang d'Augusta et elle demeure la seule impératrice seize années après le décès de sa belle-mère, Mariniane. Elle reçoit la dignité de Pia Felix, ce qui est assez exceptionnel, seules trois impératrices romaines du IIIe siècle ayant obtenu cette distinction.

## Une impératrice féconde
Son mariage avec Gallien remonterait à 243. Le couple a deux fils dont l'existence est certaine, Valérien le Jeune dit Valérien II, et Salonin, qui sont nommés césars alors qu'ils devaient être âgés d'une douzaine d'années. Leur existence est prouvée par les monnaies et les inscriptions lapidaires. Il est probable qu'il y a eu d'autres enfants car, sur certaines espèces provinciales, Salonine est nommée Chrysogona (« semence d'or »), ce qui pourrait être un hommage à une haute naissance ou à une importante fertilité. De nombreuses monnaies romaines l'exaltent au demeurant avec le motto Fecvnditas avg(usta) et montrent plusieurs enfants en bas âge autour de l'impératrice. On évoque dans diverses publications un certain Marinianus, un Jules Gallien ou une Galla sans que leur existence soit pour l'instant démontrée.

## Bustes et portraits monétaires
Salonine a émis des centaines de milliers de monnaies (antoniniens, as, sesterces, aurei, tétradrachmes) que l'on retrouve aujourd'hui en abondance et qui donnent des informations sur son aspect officiel. Sur les espèces, elle apparaît coiffée d'un diadème et d'une double tresse remontant vers le sommet du crâne en cimier de casque. Ses bustes sont moins nombreux. On en connaît au moins quatre: celui de la collection Holkham représente une jeune fille de bonne famille, l'air sage et vêtue d'une toge; un autre, conservé au Musée du Capitole à Rome, non attribué formellement à Salonine mais ressemblant à certains portraits monétaires de 256 et présenté à côté d'un buste de Gallien, est celui une jeune femme au visage émacié et au nez aquilin, les cheveux enroulés en chignon au-dessus de la nuque, comme sur certains tétradrachmes égyptiens. Un troisième, conservé au Musée de l'Ermitage à Saint-Pétersbourg montre une jeune femme sensuelle, vêtue à la grecque, l'expression pensive voire torturée, coiffée de la double tresse en cimier que l'on voit sur les monnaies. Le quatrième buste, qui se trouve au Musei delle Terme à Rome rappelle les portraits figurant sur les monnaies de Milan émises vers 263: il montre une femme plus âgée, au visage empâté, coiffée à l'identique.

## Renaissance galliénique et paganisme
Salonine est une impératrice sans doute éclairée qui partage le goût de la sagesse grecque et des idées nouvelles avec son époux. On a parlé pour leur règne de Renaissance galliénique. À cet égard, il est peu probable que Salonine ait eu l'intérêt pour le christianisme qu'on lui a parfois prêté car elle fréquentait les philosophes Plotin et Porphyre dont les idées néoplatoniciennes allaient à l'encontre des cultes. L'iconographie constamment païenne de ses monnaies montre que l'impératrice honorait officiellement les cultes traditionnels (Junon, Vesta) et s'associait volontiers aux diverses divinités romaines (Vénus, Cérès, la Piété, la Fécondité, la Santé, la Fortune, la Pudeur, la Félicité publique, la Paix, etc.). Les références au Panthéon païen se sont même intensifiées sur ses monnaies en fin de règne avec la série du bestiaire présentant de nouvelles divinités protégeant les Augustes (le Centaure, le Capricorne, Pégase, la Panthère, Diane).

## L'arrêt des persécutions contre les Chrétiens
Malgré un paganisme affiché et un vif intérêt pour le plotinisme, le règne de Gallien et Salonine ne se désintéressa pas pour autant du christianisme puisqu'il fut marqué par l'arrêt des persécutions contre les Chrétiens à la suite du rescrit de Milan pris par Gallien en 260. Cet acte amorça une rupture spectaculaire avec la politique menée jusqu'alors par Trajan Dèce et Valérien Ier. Ce revirement semble lié à l'émoi provoqué dans tout l'Empire par la capture de Valérien Ier, considérée par les Chrétiens comme un nouveau châtiment de Dieu, après la mort surprenante de Trajan Dèce, premier empereur romain tué au combat. On peut supposer que Salonine a joué un rôle dans cet arrêt des persécutions. L'Histoire Auguste rapporte en effet que l'impératrice avait beaucoup d'influence sur son mari.
Le souvenir de Salonine reste étonnamment vivace dans les Alpes-Maritimes où elle serait venue se soigner à Berthemont-les-Bains en 261. Elle y aurait accompli des actes de clémence envers les Chrétiens et proclamé la liberté des cultes. Ceci s'inscrit logiquement dans les suites de l'édit de 260 mais peut aussi être mis à son crédit personnel. En témoignage de reconnaissance, une avenue lui a été dédiée à Nice.

## La concorde des augustes

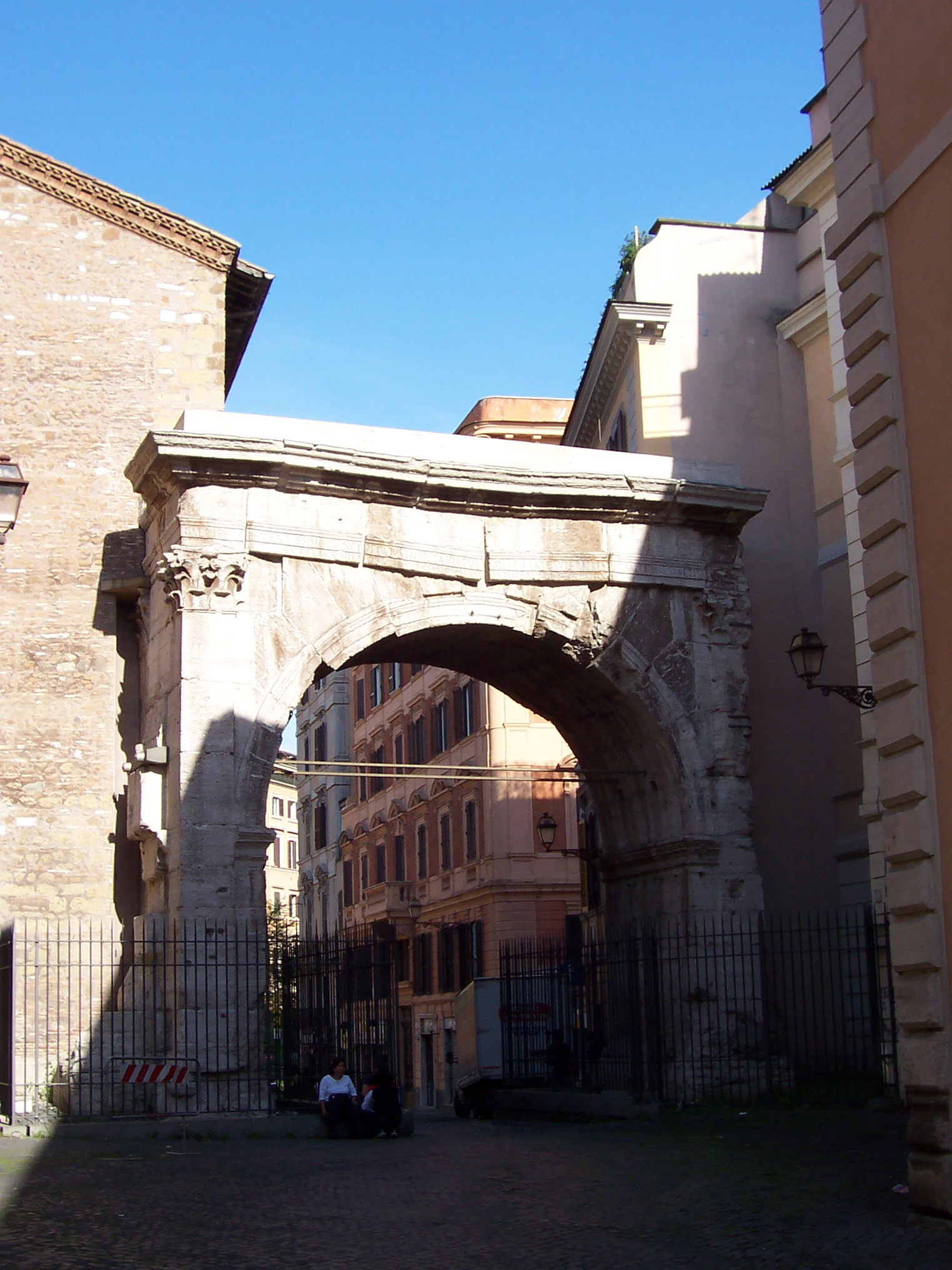
Cette arche constituant une des portes de l'enceinte servienne de Rome était dédiée à Gallien et à la très vénérable Augusta Salonina (SALONINAE SANCTISSIMAE AUG).

Pour le reste, l'Histoire n'a rien rapporté de négatif sur Salonine. L'Histoire Auguste relate seulement sa colère d'avoir été dupée par un vendeur de pierres précieuses et la savoureuse punition du marchand par Gallien (« il a trompé, je le trompe… »). Ses relations avec Gallien semblent avoir été bonnes (le couple a duré près de vingt-cinq années), bien que celui-ci ait pris comme concubine une certaine Pipa ou Pipara, fille d'un chef marcoman, peut-être pour des raisons politiques. Les monnaies exaltent en tout cas la concorde des augustes qui sont fréquemment représentés face à face ou se donnant la main. L'impératrice a eu droit, tout au long du règne, à un très beau monnayage d'or, d'argent et de bronze. Environ 10 % des millions de monnaies du règne furent émises aux nom et portrait de l'impératrice.

## Difficultés économiques et politiques
Le règne de Salonine et de Gallien fut marqué par les difficultés économiques et politiques. La nécessité de faire face aux dépenses militaires causées par les invasions barbares et la multiplication des usurpateurs (période dite des Trente Tyrans) contraignit les souverains à émettre de plus en plus de monnaies contenant de moins en moins d'argent. C'est ainsi que les beaux antoniniens de billon du début de règne furent peu à peu remplacés par de petites rondelles de cuivre argenturé. En l'état, les séculaires espèces de bronze (as, sesterces, dupondius) disparurent. Ce fut la fin du système monétaire romain traditionnel.
Le long règne de Salonine fut endeuillé par la perte de ses proches. Valérien II disparut sur le front danubien en 258. Salonin fut éliminé par Postume en 260. Gallien fut assassiné en 268 par une conjuration de généraux alors qu'il assiégeait Milan, où s'était retranché Auréolus, son maître de cavalerie, qui s'était révolté et rallié à Postume. Il est possible que l'impératrice, Mater castrorvm (Mère des camps), l'ait accompagné durant cette dernière campagne militaire. Toujours est-il qu'enveloppée dans la fin tragique de son époux, Salonine disparut alors de l'histoire.